# Santa Tecla (Montecorvino Pugliano)
Santa Tecla è una frazione del comune Montecorvino Pugliano, chiamata così per la sua chiesa madre, dedicata a Santa Tecla. Sorge sul Monte Corvino, facente parte ai Monti Picentini. Non è distante da Faiano, con cui confina attraverso il Bosco di San Benedetto, la frazione giffonese di Ornito, e le altre frazioni del comune di Montecorvino Pugliano.

## Storia
I primi nuclei abitativi nel comune e nella frazione risalgono al 201 a.C. quando Picentia fu rasa al suolo dai Romani, dopo la seconda guerra punica. Ricostruita, la città fu definitivamente distrutta nell’88 a.C. In pianura si formarono acquitrini e si diffuse la malaria, non era più possibile viverci sia per motivi di salute sia per l’insicurezza diffusa dopo la caduta di Roma. Per questo motivo la gente si spostò verso le colline, in luoghi più protetti e nascosti, e non potendo costruire un’unica città con la cinta muraria, fondarono i piccoli centri distanti l’uno dall’altro. Fazioni opposte contrapponevano Pugliano e Santa Tecla che si contendevano i posti di maggiore responsabilità nell’amministrazione comunale. 

### La leggenda di Santa Tecla
La storia di Santa Tecla inizia molto lontano dal borgo. Tecla era figlia di regnanti e viveva in Livigogna o Livigonia, in Turchia. Il padre, per suggellare un’alleanza, desiderava che la fanciulla sposasse il figlio di un regnante vicino. Ma Tecla non voleva e si rifiutò. Per punirla il padre allora la fece gettare nella fossa dei leoni. Ma avvenne un miracolo: i leoni, invece di sbranarla, si inginocchiarono intorno a lei. Il giorno dopo fu ritrovata viva dalle guardie. Il padre, sempre più infuriato la fece gettare nella fossa dei serpenti. Ma neanche questi la toccarono. Il re, allora, ordinò che fosse chiusa in una cella a pane e acqua, fino a quando non avesse cambiato idea. In cella a Tecla apparve San Paolo che le disse: “Accetta di sposarti. Il giorno del matrimonio qualcosa accadrà”. Tecla lo ascoltò ed il giorno del matrimonio avvenne il terzo miracolo: il padre stava per essere colpito da un fulmine, ma Tecla lo salvò, e per questo è considerata protettrice dei tuoni e dei fulmini. In seguito Tecla fuggì e giunse nel territorio di Santa Tecla dove si rifugiò in una cascina abbandonata. Qui iniziò la sua vita di preghiera, di aiuto verso il prossimo. All’epoca la chiesa era a tre navate, ma nel momento in cui Tecla morì, richiamati dal suono delle campane che si misero a suonare da sole e da una grande luce, accorsero non solo gli abitanti, ma anche i soldati che spararono all’impazzata distruggendo le navate laterali. Per cui è rimasta solo la navata centrale. Continuando a sparare, i soldati si raggrupparono sotto la grande quercia. Fu allora che iniziò a soffiare un vento fortissimo che sradicò l’albero e lo abbatté sui soldati seppellendoli. La navata centrale, in cui erano il corpo della santa e tutta la popolazione che vi si era rifugiata, miracolosamente era rimasta in piedi. Da allora, Santa Tecla è diventata la patrona del paese.

## Monumenti e luoghi d'interesse

### Architetture religiose
- Chiesa di Santa Tecla[1]
- Chiesa di Santa Maria degli Angeli
- Chiesetta dell'Arco o di Santa Lucia
- Cimitero comunale

#### Conventi
- Convento di Santa Maria degli Angeli (oggi municipio)

### Spazi Aperti
- Piazza Quercione
- Piazza San Padre Pio
- Villa Comunale

## Sport
Nel paese è presente una squadra di calcio nata nel 2019 grazie a tre ragazzi che prende il nome di Asd Santa Tecla Calcio 2019 attualmente militante nel campionato di seconda categoria